# كارل جونستون
كارل جونستون (بالإنجليزية: Karl Johnston)‏ هو متزلج جماعي بريطاني، ولد في 26 فبراير 1979.

## وصلات خارجية
- كارل جونستون على موقع أوليمبيديا (الإنجليزية)
- كارل جونستون على موقع اللجنة الأولمبية البريطانية (الإنجليزية)